# Kazimierz Maciejewski
Kazimierz Maciejewski (ur. 27 lutego 1950 w Tczewie, zm. 7 września 2017 w Bawarii) – polski działacz opozycji antykomunistycznej w PRL.

## Życiorys
Absolwent Liceum Ogólnokształcącego dla Pracujących w Tczewie.
Współpracownik Komitetu Samoobrony Społecznej „KOR”, Ruchu Obrony Praw Człowieka i Obywatela, Ruchu Młodej Polski, Wolnych Związków Zawodowych Wybrzeża; rzecznik Komitetu Obrony Więzionych za Przekonania; kolporter „Robotnika Wybrzeża”, „Robotnika”, „Biuletynu Informacyjnego”, „Opinii”, „Bratniaka” i innych wydawnictw bezdebitowych w Pruszczu Gdańskim, Tczewie i Gdańsku; uczestnik niezależnych obchodów rocznic: 3 maja, 11 listopada i grudnia 1970 w Gdańsku.
Był organizatorem strajków w Fabryce Urządzeń Okrętowych TECHMET w Pruszczu Gdańskim.
Internowany w stanie wojennym w Iławie i Kwidzynie.
W październiku 1982 – z paszportem „bez prawa powrotu” – wyemigrował do Bawarii, Republiki Federalnej Niemiec.
W 1985 został wpisany do indeksu osób niepożądanych w PRL.
Otrzymał status pokrzywdzonego decyzją Instytutu Pamięci Narodowej z 2007.